# Zaysan (ort i Kazakstan)
Zaysan är en ort i Kazakstan.   Den ligger i oblystet Östkazakstan, i den östra delen av landet, 1 100 km öster om huvudstaden Astana. Zaysan ligger 635 meter över havet och antalet invånare är 17 600.
Terrängen runt Zaysan är platt åt nordväst, men åt sydost är den kuperad. Terrängen runt Zaysan sluttar norrut. Runt Zaysan är det mycket glesbefolkat, med 4 invånare per kvadratkilometer. Det finns inga andra samhällen i närheten. Trakten runt Zaysan består i huvudsak av gräsmarker.